# Naim Dollaku
Naim Dollaku (ur. 1948, zm. 21 czerwca 2017) – albański piłkarz grający na pozycji bramkarza, wieloletni zawodnik Lokomotivy Durrës.

## Życiorys
W 1963 lub 1964 roku dołączył do sekcji juniorskiej Lokomotivy Durrës, gdzie grał przez cztery lata; wówczas uważany był za najlepszego bramkarza w Albanii w swojej kategorii wiekowej. Odbył następnie służbę wojskową, po 1970 roku wrócił do Lokomotivy Durrës, grając już dla seniorskiej drużyny. W 1982 roku zakończył karierę piłkarską.
Zmarł 21 czerwca 2017 roku, jego pogrzeb odbył się już następnego dnia o godzinie 14.